# 永璥
永璥（1716年8月31日—1787年4月26日），愛新覺羅氏，字文玉，号益斋、益斋主人，又号素菊道人、欽訓堂主人，隶镶蓝旗满洲，清朝宗室书画家、诗人。理密親王允礽之孫，弘晉第三子。

## 生平
康熙五十五年七月十五日（1716年8月31日）未時生，母親為納喇氏元保之女。幼年与叔父弘㬙、弘晥一起被雍正帝养育宫中，乾隆元年（1736年）二月獲封奉恩輔國公，乾隆三十四年（1769年）被派守泰陵。授散秩大臣。
工书善画，能以飞白法淡墨写兰石。精于文物鉴别，好收藏。著《清训堂集》、《益斋集》（又《益齋詩稿》）。与叔祖允禧关系尤好。与正蓝旗汉军画家李世倬（又李士倬，胞侄江南河道总督李宏）时有诗画交往。为正黄旗汉军隐士诗人李锴作悼念诗《挽廌青山人》（载永璥《益齋詩稿》）。与礼亲王永恩、镶蓝旗宗室永忠相唱和。永璥在其《感怀》一诗中，表达了对四位画友的怀念：董邦达、正蓝旗汉军李世倬、镶白旗满洲石海（字星源）、张若澄。与内务府正白旗满洲观保、镶黄旗满洲庆泰（父領侍衛內大臣佟国维）交友，永璥在其诗中回忆曾与庆泰一起在夏日凉宵共论刚出版的蒲松齡小说《聊齋志異》（1766）。与扬州八怪之一罗聘、画家潘是稷（字南田，號墨痴，又號劍門山人，有《司空图二十四诗品图》）交往。
乾隆五十二年三月初九日（1787年4月26日）巳時卒，年72歲。无子嗣。过继從弟永璦三子绵年为嗣，有继孙监察御史奕涞。盟兄吏部尚书托恩多。女婿為兵部尚书那苏图次子。
收藏印：钦训堂珍藏、欽訓堂書畫記、益齋審定真跡。曾收藏明董其昌《秋林平远图》、明陳洪綬《秋林高士图》、明文徵明《松柏同春图》、康熙帝御笔《清慎勤》匾额横幅，（并跋）正蓝旗汉军李世倬的《临沈石田摹吴仲圭小图》立轴、《芍药图》，清钱沣《马图》、明版《鲍明远集》、(并诗跋）清宗室诗人高塞的《嫒娥图》（上亦有宗室诗人博尔都、塞尔赫、蕴端等跋，载永璥《益齋詩稿》）。

## 家庭
- 祖父理密親王允礽即康熙帝第二子。
- 父弘晉（1696年－1717年）。
- 伯父和碩理親王弘晳。
- 女爱新觉罗氏，嫁镶黄旗满洲、袭云骑尉戴佳氏阿玉锡（父兵部尚书那蘇圖）。